# Teculután
Teculután − niewielka miejscowość na południowym wschodzie Gwatemali, w departamencie Zacapa. Według danych szacunkowych z 2012 roku liczba mieszkańców wynosiła 8610 osób. Miasto leży około 25 km na zachód od stolicy departamentu miasta Zacapa, nad rzeką Motagua. Teculután leży na wysokości 216 m n.p.m., w górach Sierra de las Minas.  
W mieście funkcjonuje klub piłkarski Deportivo Teculután.

## Gmina Teculután
Miejscowość jest także siedzibą władz gminy o tej samej nazwie, która jest jedną z dziesięciu gmin w departamencie. W 2012 roku gmina liczyła 17 360 mieszkańców, a w jej skład oprócz miejscowości Teculután wchodziło 19 wsi i osad. Gmina jak na warunki Gwatemali jest średniej wielkości, a jej powierzchnia obejmuje 273 km².
Mieszkańcy, według danych z 2006 roku, utrzymują się głównie uprawy roli (63%), hodowli zwierząt (14%), rzemiosła artystycznego (7%), turystyki i innych. W rolnictwie oprócz uprawianych w całej Gwatemali kukurydzy, fasoli i pomidorów, największe dochody uzyskiwane są z upraw tytoniu oraz produkcji owoców melonów i mango. 
Klimat gminy jest równikowy, ciepły i stosunkowo suchy. Według klasyfikacji Köppena należy do klimatów tropikalnych monsunowych (Am), z wyraźną porą deszczową występującą od maja do września. Średnioroczna suma opadów wynosi od 600–900 mm. Temperatura powietrza zawiera się w przedziale pomiędzy 20,0 a 38,0ºC i wynosi średnio 28,0ºC.